# 圣于连德谢东
圣于连德谢东（法語：Saint-Julien-de-Chédon，法語發音：[sɛ̃ ʒyljɛ̃ də ʃedɔ̃]）是法国卢瓦-谢尔省的一个市镇，位于该省南部，属于布卢瓦区。

## 地理
圣于连德谢东（47°19'39"N, 1°12'10"E）面积9.87 平方千米，位于法国中央-卢瓦尔河谷大区卢瓦-谢尔省，该省份为法国中北部省份，北起厄尔-卢瓦省，东北接卢瓦雷省，东南接谢尔省，南至安德尔省，西南接安德尔-卢瓦尔省，西北接萨尔特省。
与圣于连德谢东接壤的市镇（或旧市镇、城区）包括：塞雷拉龙德、昂热、谢尔河畔法沃罗勒、蒙特里沙尔-瓦勒德谢尔。

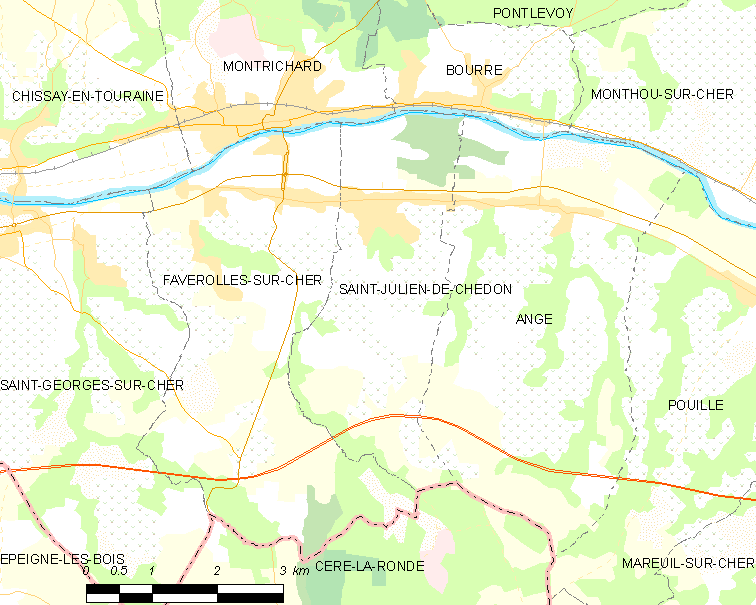
圣于连德谢东的OSM定位图

圣于连德谢东的时区为UTC+01:00、UTC+02:00（夏令时）。

## 行政
圣于连德谢东的邮政编码为41400，INSEE市镇编码为41217。

## 政治
圣于连德谢东所属的省级选区为蒙特里沙尔-瓦勒德谢尔县。

## 人口

1962-2008年间圣于连德谢东人口变化图示

圣于连德谢东于2022年1月1日时的人口数量为777人。